# Marmarik
Marmarik är ett vattendrag i Armenien. Det ligger i den centrala delen av landet, 50 kilometer nordost om huvudstaden Jerevan.
Trakten runt Marmarik består till största delen av jordbruksmark. Runt Marmarik är det ganska tätbefolkat, med 149 invånare per kvadratkilometer.